# Nordic Paper Bäckhammar

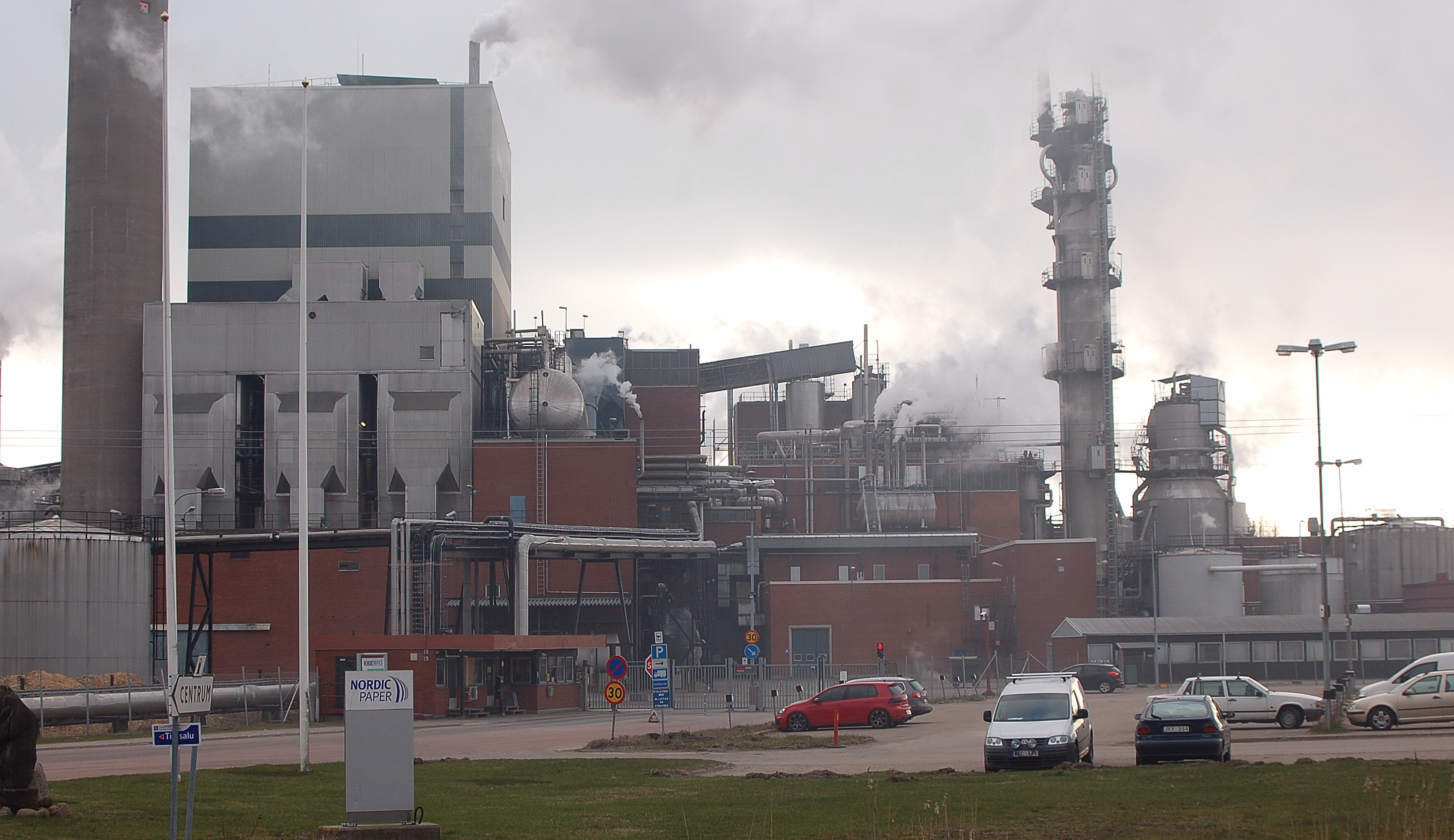
Bäckhammars Bruk

Nordic Paper Bäckhammar AB (före 2008 Bäckhammars Bruk AB) är ett skogsindustriföretag med sulfatmassafabrik och pappersbruk i Bäckhammar. Företaget blev 2003 tillsammans med Åmotfors Bruk AB dotterbolag till nybildade Wermland Paper. 2008 köptes Wermland Paper av Nordic Paper.
Kokeriet vid sulfatmassabruket i Bäckhammar har kapacitet för cirka 230 000 ton massa per år. Vid pappersbruket i Bäckhammar finns två pappersmaskiner, en för produktion av kraftpapper och en för produktion av sopsäckar och papperskassar. 80% av produktionen går på export. Antalet anställda inom företaget uppgår till cirka 230.

## Historik
Verksamheten har sitt ursprung i en hammarsmedja som Krontorp gård anlade på 1680-talet vid den å som flyter genom samhället. 1871 ombildades verksamheten till aktiebolag och produktionen lades om till tillverkning av sulfatmassa. Senare tillkom även ett pappersbruk.
Genom åren har ägarstrukturen varierat, bl.a. ägdes bruket en tid av kameratillverkaren Victor Hasselblad. 1969 förvärvade skogsägarkoncernen Vänerskog Bäckhammars Bruk. När denna skogsägarkoncern gick i konkurs 1981 övertogs Bäckhammars Bruk av privatägda Initia AB. 2003 sålde ägarfamiljen Petersson koncernen till fonden Procuritas Capital. Bäckhammars Bruk och Åmotfors Bruk, som förvärvades 1985, inordnades därefter i ett nytt ägarbolag, Wermland Paper AB. Sedan 2008 ägs bruket av Nordic Paper AB.